# Toxophora zilpa
Toxophora zilpa är en tvåvingeart som beskrevs av Walker 1849. Toxophora zilpa ingår i släktet Toxophora och familjen svävflugor. Inga underarter finns listade i Catalogue of Life.